# Инцидент Хвостова
Инцидент Хвостова (яп. フヴォストフ事件), также известный как инцидент Резанова-Давыдова-Хвостова в России и как Российское вторжение годов Бунка (яп. 文化露寇) в Японии — нападения судов Российско-американской компании на японские промыслы и селения на Сахалине, Итурупе и в мористом прибрежье северо-западного Эдзо (Матсмая).

## Предшествующие события
Первые непосредственные контакты с японцами вблизи основного острова Японии — Хонсю — удалось установить русской экспедиции во главе с датчанином Мартином Шпанбергом. Предпринятая в 1738-1739 гг. камчатская экспедиция Шпанберга, обойдя юг Камчатки, прошла от острова к острову по всей Курильской гряде и вышла к Японии. Тем самым был открыт путь к восточным берегам Японских островов. Принципиальное значение имел сделанный Шпанбергом вывод о том, что «под властью японского хана только один Матмай остров, а прочие острова неподвластны». Этот вывод позволял российскому правительству рассматривать Курильские острова как своё приобретение, ранее не принадлежавшее какому-либо государству.
Указом императрицы Екатерины II от 22 декабря 1786 года Коллегии иностранных дел Российской Империи надлежало официально объявить о принадлежности открытых на Тихом океане земель российской короне. Во исполнение указа была составлена на высочайшее имя записка об «объявлении чрез российских министров при дворах всех морских европейских держав, что сии открытыя земли Россией не могут иначе и признаваемы быть, как империи вашей принадлежащими». Среди включенных в состав Российской Империи территорий значилась и «гряда Курильских островов, касающаяся Японии, открытая капитаном Шпанбергом и Вальтоном». О степени японского проникновения на Южные Курилы говорит произошедшее через несколько лет, в 1789 году, восстание айнов против злоупотреблений пришлых японцев правами промысла на Кунашире, которыми  торговало княжество Мацумаэ.
В 1790 году подрядчики княжества Мацумаэ стали высаживаться и закрепляться на южной части Сахалина, где на мысе Крильон в айнском селении Сирануси была основана японская фактория, а на побережье залива Анива в айнском селении Кусункотан (современный Корсаков) возведены торговые склады.
По указу Екатерины II от 13 сентября 1792 года «О установлении торговых сношений с Японией» к берегам этой страны была направлена экспедиция во главе с 26-летним поручиком Адамом Лаксманом. Миссия Лаксмана ознаменовала первый дипломатический контакт России с Японией. Ему удалось наладить связи с княжеством Мацумаэ, а также получить разрешение на заход российских кораблей в порт Нагасаки, хотя посещение тогдашней столицы Японии Эдо сёгунат запретил. Но российское правительство не воспользовалось разрешением, а корабли Лаксмана так и не прибыли в Нагасаки.
Тем временем на островах Уруп и Итуруп обосновывалась русская колония. В 1794 году на остров Уруп прибыло для постоянного проживания два десятка человек во главе с передовщиком В. Звездочётовым. Русские зимовья существовали и на Кунашире.
28 июля 1798 года, высадившись на южной оконечности острова Итуруп, японцы опрокинули указательные столбы русских и поставили столбы с надписью: «Эторофу — владение Великой Японии».
В 1799 году «под высочайшим покровительством» Павла I создаётся Российско-Американская компания. Именной указ Павла I гласил: «Учреждаемой компании для промыслов на матёрой земле Северо-Восточной части Америки, на островах Алеутских и Курильских и во всей части Северо-Восточного моря, по праву открытия России принадлежащих, именоваться: под высочайшим е. и. в. покровительством Российскою Американскою компаниею...» После того, как её акционерами стали царь и члены его семьи, а также многие близкие ко двору сановники, управление компании было переведено из Иркутска в Петербург, и она стала рассматриваться в качестве государственного предприятия.
В 1801 году японский вооруженный отряд пытался силой изгнать русских из их поселений на острове Уруп. Высадившись на острове, японцы  поставили указательный столб, на котором вырезали надпись из девяти иероглифов: «Остров издревле принадлежит Великой Японии».
В 1802 году японская экспансия на южные Курилы заметно оживилась после создания в городе Хакодатэ на Матсмае специальной канцелярии по колонизации Курильских островов. Это проявилось в продолжении сноса русских знаков-крестов (включая и остров Уруп), установленных ещё в XVIII веке, насильственной высылке русских промышленников, запрещении айнам торговать и общаться с русскими. На южные Курилы стали направляться «для охраны» вооружённые японцы. Не имея сил для противодействия наступательным действиям японцев, российские власти на Камчатке и Сахалине вынуждены были временно мириться с ними. Существовала и другая причина терпимости русских. Освоение западного побережья Америки и Алеутских островов потребовало в ещё большей степени, чем ранее, незамедлительного разрешения проблемы снабжения поселенцев продовольствием. Доставлять необходимые товары через Сибирь было сложно и дорого. Существовала надежда, что всё же удастся убедить японское правительство начать торговлю с Россией и разрешить закупки в Японии риса и других необходимых для российских промысловых судов и населения на Дальнем Востоке и в Америке продуктов. Поэтому российское правительство, не желая осложнять отношения с Японией из-за южных Курил, рассчитывало отстаивать их принадлежность России на переговорах с представителями центральной японской власти. Было признано необходимым направить в Японию официальное российское посольство с высокими полномочиями.

## Ход событий
Осенью 1804 года на кораблях под командованием остзейского дворянина Ивана Крузенштерна в Японию прибыло новое посольство во главе с Николаем Резановым, но выданные ранее разрешения на вход в порт Нагасаки уже устарели к тому моменту.
Ко входу в залив Нагасаки шлюп «Надежда» подошёл в половине шестого вечера 8 октября. У Резанова имелся открытый лист пронаполеоновской Батавской республики и предписание лично представителю Ост-Индской компании в Нагасаки Хендрику Дуфу об оказании содействия. Предыдущему посольству Адама Лаксмана японскими властями было выдано разрешение на приход одного корабля в нагасакскую гавань, причём текст этого документа сохранился только в дневнике участника плавания Левенштерна. Резанову в этих условиях предписывалось добиться заключения торгового договора и открыть торговлю либо в Нагасаки, либо на Матсмае. Однако японцы категорически запретили любые контакты между русскими и голландцами и фактически перевели посольство на тюремный режим. Пришлось согласиться с разоружением шлюпа (сняли даже реи и стеньги) и сдачей всего запаса пороха в японский арсенал; забрали все пушки и несколько якорей. Только после большого торга офицерам оставили шпаги, а почётному караулу — ружья. В конце концов Резанова со свитой перевели в усадьбу на улице Умэгасаки, а команда осталась на корабле; Крузенштерн предоставил послу инициативу и обрывал любые попытки вести переговоры через свою персону. Оказалось, что Н. Резанов совершенно не годился на роль дипломатического посланника и не сумел проявить авторитет. Наконец, в апреле 1805 года японская сторона категорически объявила полный отказ в заключении торговых отношений. Русские дары приняты не были, однако японская сторона не взяла платы за материалы для ремонта корабля и продовольствие для экипажа и свиты посла.
Таким образом, переговоры велись полгода, но в конце концов провалились, а Иэнари (сёгун сёгуната Эдо) отказался от установления торговых связей.
Резанов был глубоко разочарован этим и 18 июля 1805 года в письме Александру I сообщал: Усиля американские заведения и выстроя суда, можем и японцев принудить к открытию торга, которого народ весьма сильно желает у них. Я не думаю, чтобы Ваше Величество вменили мне в преступление, когда имея теперь достойных сотрудников, каковы Хвостов и Давыдов, и помощью которых выстроив суда, пущусь на будущий год к берегам японским разорить на Матсмае селение их, вытеснить их с Сахалина и разнести по берегам страх, дабы отняв между тем рыбные промыслы, и лиша 200 000 человек пропитания, тем скорее принудить их к открытию с нами торга, к которому они обязаны будут. А между тем слышал я, что они и на Урупе осмелились уже учредить факторию. Воля Ваша, Всемилостивейший Государь, со мною, накажите меня как преступника, что не дождав повеления, приступаю я к делу; но меня ещё совесть более упрекать будет, ежели пропущу я понапрасну время и не пожертвую славе Твоей, а особливо когда вижу, что могу споспешествовать исполнению великих Вашего Императорского Величества намерений.
В сентябре 1806 года Резанов дал Николаю Хвостову секретные инструкции, которые предписывали тому совместно с Гавриилом Давыдовым плыть к южному Сахалину, а также к островам Уруп и Симушир. Следовало направиться в залив Анива на Сахалине, истребить находящиеся там японские суда и захватить в плен годных к работе японцев, а неспособным к труду японцам следовало разрешить перебраться в княжество Мацумаэ, «сказав, чтоб никогда они Сахалина как российского владения посещать иначе не отваживались, как приезжая для торга». Японские склады следовало сжечь, забрав из них перед этим все товары.
Но затем Резанов засомневался и 24 сентября 1806 года направил Хвостову дополнение к инструкциям, в соответствии с которыми он должен был ограничиться только разведкой положения дел в японской колонии на Сахалине. 1 марта 1807 года Резанов умер в Красноярске и истинный смысл его приказов остался неясным Хвостову. Хвостов решил действовать в соответствии с первоначальными инструкциями.
6 октября 1806 года бриг «Юнона» под его командованием пришёл в залив Анива на Сахалине, а 11 октября, захватив в плен четверых японцев, российские моряки напали на японскую факторию Кусункотан на месте современного Корсакова. Все постройки и лодки японцев были сожжены, товары были захвачены.
В мае 1807 года «Юнона» и тендер «Авось» под командованием Давыдова пришли к острову Итуруп. 18 мая после артиллерийского обстрела был высажен десант и сожжён японский сторожевой пост, было захвачено пять японцев. 20 мая было совершено нападение на японскую факторию Сяна (современный Курильск), она была полностью разграблена и разрушена.
В конце июня 1807 года у северо-западной оконечности Матсмая Хвостов и Давыдов сожгли четыре японских судна и уничтожили сторожевой пост на острове Рисири. Бывший на судах груз был захвачен. После этого восемь из десяти захваченных японцев были освобождены, и с ними Хвостов направил ультиматум следующего содержания: Соседство России с Япониею заставило желать дружеских связей к истинному благополучию сей последней империи, для чего и было отправлено посольство в Нагасаки; но отказ оному, оскорбительный для России, и распространение торговли японцев по Курильским островам и Сахалину, яко владения Российской империи, принудило сию державу употребить наконец другие меры, кои покажут, что россияне всегда могут чинить вред японской торговле до тех пор, как не будут извещены чрез жителей Урупа или Сахалина о желании торговли с нами. Россияне, причинив ныне столь малый вред японской империи, хотели им показать только чрез то, что северныя страны оной всегда могут быть вредимы от них, и что дальнейшее упрямство японского правительства может совсем лишить его сих земель.
16 июля 1807 года «Юнона» и «Авось» вернулись в Охотск. Однако здесь действия Хвостова и Давыдова были сочтены преступными, они были арестованы и было начато следствие.
Отпущенные Хвостовым пленные передали японским властям его ультиматум. После этого сёгунат собрал до 3000 самураев из княжеств Цуруока, Цунгару, Кубото, Намбу под командованием на охрану ключевых опорных пунктов Соя и Сяри (с чем связан инцидент со смертью 70 самураев из гарнизона Сяри от водянки).

## Последствия
В августе в отчёте императору, а также Ивану Пестелю и Павлу Чичагову начальником охотского порта Бухариным было доложено о том, что самовольные действия моряков привели к ущербу России и отказу Японии от налаживания экономических связей с Россией. Адмиралтейств-коллегия подтвердила факт самовольности рейдов.
В июле 1811 года японским гарнизоном Кунашира был пленён российский мореплаватель В.М. Головнин и его спутники. Они были освобождены лишь в 1813 году при посредничестве Такадаи Кахэйя после получения японцами от российских властей заверений в том, что действия Хвостова и Давыдова были самовольными.

## Современность
Согласно сведениям Историографического института Токийского университета, многие из захваченных у японцев трофеев хранятся в петербургском МАЭ РАН, среди них оружие, броня, удостоверяющая печать, казнозарядная вертлюжная пушка даймё Отомо Сорина и др. предметы.

## Память
В честь изгнания японцев с Итурупа в 1807 году получил название один из заливов (с перерывом на 1855 — 1947 годы) на охотоморском побережье этого острова.